# Сідні Джілкріст Томас
Сідні Джілкріст Томас (англ. Sidney Gilchrist Thomas; 16 квітня 1850 року, Лондон, район Канонбері — 1 лютого 1885, Париж) — англійський металург. Винайшов спосіб переробки на сталь фосфористих чавунів, що був названий за його ім'ям томасівським процесом.

## Біографія
Сідні Джілкріст Томас народився 16 квітня 1850 року у Лондоні. Його батько Вільям Томас (1808—1867) за походженням був валлійцем, він працював у юридичному відділі Управління податкових зборів. Його мати, Мелісент Джілкріст (англ. Melicent Gilchrist) (1816 — ?), була старшою донькою священика, привелебного Джеймса Джілкріста (англ. James Gilchrist).
Здобув освіту у Лондоні у Далич-коледжі. Після втрати батька Сідні вимушений був покинути навчання й найнятись на роботу вже у 1867 році. Спочатку кілька місяців він працював помічником вчителя у школі в Есексі, пізніше — конторним працівником у поліцейському суді, де працював до травня 1879 року. Працюючи в суді, після роботи Сідні вивчав хімію і відвідував лекції у Брікбекському інституті (тепер університет Брікбек, частина Лондонського університету). Свої дослідження він спрямував на вирішення проблеми видалення фосфору зі сталі у бесемерівському конверторі при переробці чавуну з великим вмістом фосфору, отриманого з залізних руд, що містять багато фосфору. До 1875 року він винайшов такий метод і обговорив його зі своїм двоюрідним братом Персі Джілкрістом (1851—1935), який працював хіміком на Блайневонському металургійному заводі в Уельсі. З дозволу управителя заводу Едварда Мартіна на заводі було проведено експериментальні плавки. 1878 року було отримано патент на метод, розроблений Томасом. У березні 1878 року на засіданні Інституту заліза і сталі було зроблено повідомлення про метод отримання сталі з чавнів з великим вмістом фосфору, однак на нього не звернули великої уваги. У вересні 1878 року Томас і Джілкріст написали доповідь «Видалення фосфору у бесемерівському конверторі» (англ. "Elimination of Phosphorus in the Bessemer Converter") для осіннього засідання Інституту заліза і сталі, яка натомість була прочитана лише у травні 1879 року. На новий метод звернув увагу Едвард Вінздор Річардс, управитель заводу компанії Bolckow Vaughan & Co у Клівленді, Йоркшир. З цього часу спосіб Томаса отримав широке визнання і він отримав на нього англійські й іноземні патенти. Основний процес, розроблений Томасом, згодом став особливо важливим не для Англії, а для континентальної Європи, де були великі поклади фосфористих залізних руд, які до винаходу Томаса не могли бути використовуваними для отримання заліза через великий вміст фосфору. Тому ім'я винахідника у ХІХ столітті було більш відомим у Бельгії і Німеччині ніж у Англії.
За свій винахід Томас мав певний прибуток, більшу частину якого витрачав на благодійність.
Через багаторічну тяжку роботу, Томас занедужав і мав хворобу легень. Відпочинок у Єгипті не поліпшив стан його здоров'я. Сідні Джілкріст Томас помер 1 лютого 1885 року у Парижі, де він перебував зі своєю матір'ю і сестрею. Похований на кладовищі Пассі у Парижі.